# Assassinat a l'Orient Express (pel·lícula)
Assassinat a l'Orient Express (originalment en anglès: Murder on the Orient Express) és una pel·lícula britànica dirigida per Sidney Lumet i estrenada el 1974. Ha estat doblada al català central, i també al valencià per a À Punt. Directament adaptada de la novel·la homònima d'Agatha Christie, posant en escena el seu cèlebre detectiu belga Hercule Poirot.

## Argument
Hercule Poirot troba a Istanbul el seu amic Sr. Bianchi (Sr. Bouc a la novel·la), i aconsegueix pel seu intermediari una plaça en un vagó de l'Orient Express en direcció a Calais. Però un homicidi salvatge, una tempesta de neu imprevista i la presència d'un detectiu massa intel·ligent trastornaran tots els plans...
Nombrosos especialistes la consideren com una de les millors adaptacions cinematogràfiques fetes a partir de l'obra de la novel·lista.
Hi ha, tanmateix, una petita diferència entre l'obra original i la seva adaptació: a la novel·la, la comtessa Andrenyi, massa emotiva, no participa en l'homicidi de Rachett. El nombre d'assassins és doncs de dotze, com el nombre de jurats en els tribunals anglosaxons. En l'adaptació cinematogràfica, aquest nombre passa a tretze, amb la participació de la comtessa.

## Repartiment
- Albert Finney: Hercule Poirot
- Lauren Bacall: Mme Hubbard
- Jacqueline Bisset: La comtessa Andrenyi
- Michael York: El comte Andrenyi
- Sean Connery: El coronel Arbuthnot
- Vanessa Redgrave: Mary Debenham
- Wendy Hiller: La princesa Dragomiroff
- Jean-Pierre Cassel: El conductor Pierre Michel
- Ingrid Bergman: Greta Ohlsson
- Anthony Perkins: Hector McQueen, secretària de Ratchett
- Martin Balsam: Bianchi, amic de Poirot
- John Gielgud: Beddoes, criat de Ratchett
- Richard Widmark: Ratchett
- Rachel Roberts: Hildegarde Schmidt, dona de cambra de la princesa
- Denis Quilley: Gino Foscarelli, venedor de cotxes
- Colin Blakely: Cyrus Hardman, detectiu de l'agencia Pinkerton
- George Coulouris: Doctor Constantine

## Premis i nominacions

### Premis
- 1975: Oscar a la millor actriu secundària per Ingrid Bergman
- 1975: BAFTA al millor actor secundari per John Gielgud
- 1975: BAFTA a la millor música per Richard Rodney Bennett
- 1975: BAFTA a la millor actriu secundària per Ingrid Bergman

### Nominacions
- 1975: Oscar al millor actor per Albert Finney
- 1975: Oscar al millor guió adaptat per Paul Dehn
- 1975: Oscar a la millor fotografia per Geoffrey Unsworth
- 1975: Oscar a la millor banda sonora per Richard Rodney Bennett
- 1975: Oscar al millor vestuari per Tony Walton
- 1975: BAFTA a la millor pel·lícula
- 1975: BAFTA al millor director per Sidney Lumet
- 1975: BAFTA al millor actor per Albert Finney
- 1975: BAFTA a la millor direcció artística per Tony Walton
- 1975: BAFTA a la millor fotografia per Geoffrey Unsworth
- 1975: BAFTA al millor vestuari per Tony Walton
- 1975: BAFTA al millor muntatge per Anne V. Coates
- 1976: Grammy al millor àlbum de banda sonora escrit per pel·lícula o televisió per Richard Rodney Bennett